# Lotus polyphyllos
Lotus polyphyllos är en ärtväxtart som beskrevs av Benjamin Clarke. Lotus polyphyllos ingår i släktet käringtänder, och familjen ärtväxter. Inga underarter finns listade i Catalogue of Life.